# San Ciprián de Viñas
San Ciprián de Viñas (en gallego y oficialmente, San Cibrao das Viñas) es un municipio de la provincia de Orense en Galicia.

## Geografía
Integrado en la comarca de Orense, se sitúa a 5,24 kilómetros de la capital provincial. El término municipal está atravesado por la autovía de las Rías Bajas A-52 y por su alternativa convencional, la carretera N-525, entre los pK 228 y 234, además de por la carretera OU-540, que comunica Orense con Celanova. 
Respecto al relieve del municipio, lo más destacable es el predominio de los terrenos llanos, siendo al suroeste y al sur donde se registran los relieves más accidentados y las mayores altitudes, que llegan a los 463 metros cerca del límite con La Merca. El término municipal está regado por el río Barbaña. La altitud oscila entre los 463 metros al sur (O Outeiro) y los 190 metros a orillas del río. El pueblo se alza a 258 metros sobre el nivel del mar. 
| Noroeste: Barbadanes | Norte: Orense  | Noreste: Pereiro de Aguiar                   |
| Oeste: Barbadanes    |                | Este: Pereiro de Aguiar y Paderne de Allariz |
| Suroeste: La Merca   | Sur: Taboadela | Sureste: Taboadela                           |

## Geografía humana

### Demografía
Cuenta con una población de 5718 habitantes (INE 2024).
| Gráfica de evolución demográfica de San Cibrao das Viñas entre 1857 y 2021 |
| |
| Población de derecho según los censos de población del INE Población de hecho según los censos de población del INEEn estos censos se denominaba San Ciprián de Viñas: 1842, 1857, 1860, 1877, 1887, 1897, 1900, 1910, 1920, 1930, 1940, 1950, 1960 y 1970 En este censo se denominaba San Ciprian das Viñas: 1981 |

| Evolución de la población de San Ciprián de Viñas - desde 1900 hasta 2022 -                                                          |      |      |      |      |         |         |         |         |          |          |          |          |
| 1900 | 1930 | 1950 | 1981 | 2004 | 2007    | 2010    | 2011    | 2012    | 2013     | 2020     | 2021     | 2022     |
| 3410 | 3913 | 3789 | 3303 | 3867 | {{{6}}} | {{{7}}} | {{{8}}} | {{{9}}} | {{{10}}} | {{{11}}} | {{{12}}} | {{{13}}} |
| Fuentes: INE e IGE (Los criterios de registro censal variaron entre 1900 y 2011, y los datos del INE y del IGE pueden no coincidir.) |      |      |      |      |         |         |         |         |          |          |          |          |

### Organización territorial
El municipio está formado por cincuenta y seis entidades de población distribuidas en siete parroquias:
- Gargantós (Santa Comba)
- Noalla (San Salvador)
- Pazos[6] (San Clodio)[5][8][9]
- Rabeda[6] (Santa Cruz)[5][10][9]
- Rante[6] (San Andrés)[5][11][9]
- San Ciprián de Viñas[6]
- Soutopenedo (San Miguel)

### Economía
Este municipio, además de actuar como ciudad dormitorio de la capital de provincia, cuenta con el polígono industrial más importante de la provincia, así como uno de los más importantes de Galicia. En él se ubican empresas de la talla de Adolfo Domínguez o Coren, además de empresas dedicadas a diversos labores como mantenimiento y venta de maquinaria de obras públicas o industrias auxiliares del automóvil.
Además del polígono de San Cibrao das Viñas, en este municipio también se encuentran el parque tecnológico de Galicia y el polígono Barreiros.

## Comunicaciones
En cuanto a comunicaciones, la carretera N-525 es la principal vía de comunicación con la capital de provincia. También dispone de un acceso a la autovía A-52 en la salida "Ourense sur".